# Billy Talent
Billy Talent – kanadyjski zespół grający szeroko pojętą muzykę rockową. Zespół został założony w 1993 w składzie: wokalista Ben Kowalewicz, gitarzysta Ian D’Sa, basista Jonathan Gallant i perkusista Aaron Solowoniuk.

## Historia
Zespół powstał w 1993 roku w Mississauga, w Ontario i istniał niemal dekadę zanim osiągnął sukces medialny. Jego członkowie spotkali się w szkole średniej Our Lady of Mount Carmel i założyli swoją pierwszą kapelę „The Other One”, późniejszy „Pezz”. Pod nazwą „The Other One” nagrali swoje pierwsze płyty, w tym „Watoosh!”. Ostatecznie, W 2001 roku, zespół przemianowano na „Billy Talent”. Zmiana ta wynikała z problemów prawnych dotyczących wcześniejszej nazwy.
Kontakt Kowalewicza z pracownikiem oddziału A&R w Warner Music Canada zapewnił grupie umowę na nagranie nowej płyty, która osiągnęła błyskawiczny sukces. Zespół zyskał w Kanadzie potrójną platynową płytę i kontynuował propagowanie swojej muzyki za oceanem, odbywając 20 miesięczną trasę koncertową promującą ich trzeci album. „Billy Talent III” pojawił się na rynku 14 lipca 2009 roku, a czwarty album – „Dead Silence” – 4 września, 2012 roku. Wydaniu tego ostatniego towarzyszyła trasa koncertowa trwająca od października do listopada 2012 roku i obejmująca swym zasięgiem całą Wielką Brytanię.
Nazwa „Billy Talent” pochodzi z filmu „Hard Core Logo”, który opowiada o zespole z lat 70. Spotyka się on po 20 latach i rusza w trasę koncertową.
”Uznaliśmy, że to dobra nazwa, ponieważ jest taka arogancka, zarozumiała. My w żadnym wypadku nie jesteśmy tacy, ale taka nazwa się wyróżnia, więc jest dobra” - powiedział Ian D’Sa w pierwszym wywiadzie dla polskich mediów - „Wiele osób sądzi, że Billy to Ben, ale jest już w tej kwestii coraz lepiej. Może robimy się bardziej znani i słuchacze nabierają świadomości, że w zespole nie ma żadnego Billy’ego? Wierzymy w sprawiedliwość dziejową, która sprawi, że kiedyś ludzie będą myśleć, że w „Pearl Jam” była jakaś Pearl.”
Muzycy w swojej karierze inspirowali się takimi zespołami jak The Clash, Rage Against the Machine i Jane’s Addiction.

## Muzycy
- Ben Kowalewicz – wokal
- Ian D’Sa – gitara, wokal wspierający
- Jonathan Gallant – gitara basowa, wokal wspierający
- Aaron Solowoniuk – perkusja

## Dyskografia

### Albumy studyjne
- 1999 Watoosh! (jako Pezz)
- 2003 Billy Talent
- 2006 Billy Talent II
- 2009 Billy Talent III
- 2012 Dead Silence
- 2016 Afraid of Heights
- 2022 Crisis of Faith

### Albumy koncertowe
- 2006 Live from the UK Sept./2006]
- 2007 666

### EP
- 1994 Demoluca (jako Pezz)
- 1995 Dudebox (jako Pezz)
- 2001 Try Honesty EP
- 2003 Try Honesty/Living in the Shadows
- 2009 Rusted from the Rain EP
- 2010 iTunes Session

### Single
- 2003 This Is How It Goes
- 2003 Living in the Shadows
- 2003 Try Honesty
- 2003 Line & Sinker
- 2003 Lies
- 2003 The Ex
- 2004 River Below
- 2004 Standing in the Rain
- 2004 Cut the Curtains
- 2004 Prisoners of Today
- 2004 Nothing to Lose
- 2004 Voices of Violence
- 2006 Devil in a Midnight Mass
- 2006 Red Flag
- 2006 Fallen Leaves
- 2007 Surrender
- 2008 This Suffering
- 2008 Turn Your Back (Grana z zespołem Anti-Flag)
- 2009 Rusted from the Rain
- 2009 Devil On My Shoulder
- 2010 Saint Veronika
- 2010 Diamond on a Landmine
- 2012 Viking Death March
- 2012 „Surprise Surprise”
- 2013 „Stand Up and Run”
- 2013 „Show Me The Way”
- 2013 „Runnin' Across the Tracks”
- 2014 „Kingdom Of Zod”
- 2016 „Louder than the DJ”
- 2016 „Time-Bomb Ticking Away”
- 2020 „Reckless Paradise”